# Donald Olding Hebb
Donald Olding Hebb (Chester, 22 luglio 1904 – Chester, 20 agosto 1985) è stato uno psicologo canadese.
Studioso originale della psicologia del ‘900, fu un precursore di molte teorie e scoperte successive, e uno dei primi scienziati ad approfondire il legame tra il sistema nervoso e il comportamento. È considerato tra l'altro il padre della neuropsicologia e del connessionismo. Ha dato il nome a uno dei fondamentali algoritmi di apprendimento nel campo delle reti neurali, l'apprendimento hebbiano.

## Biografia
Nato nella penisola canadese della Nuova Scozia, da Clara Olding e Arthur M. Hebb, entrambi medici. Fino all'età di otto anni ricevette l'educazione scolastica a casa, secondo il metodo Montessori, di cui la madre era una convinta sostenitrice. In seguito si distinse come uno studente particolarmente brillante, nonostante un'indole ribelle e insofferente alle autorità scolastiche.
Inizialmente il giovane Hebb mostrò uno scarso interesse per la medicina e la psicologia, preferendo le materie letterarie. Si iscrisse all'Università Dalhousie di Halifax, dove ottenne il Bachelor of Arts nel 1925. In seguito, dopo alcune esperienze come insegnante e come contadino, in Alberta, si interessò ai lavori di Sigmund Freud, che definì «certamente interessante, ma non troppo "rigoroso"», William James e John Watson.
Nel 1927 deciso a occuparsi di psicologia, si iscrisse all'Università McGill, che lo accettò soltanto l'anno successivo. Durante l'ultimo anno, costretto a letto dalla tubercolosi, approfondì la lettura dell'opera di Ivan Pavlov, e scrisse la tesi di laurea dal titolo Conditioned and Unconditioned Reflexes and Inhibition, in cui si sosteneva l'ipotesi che i riflessi dei muscoli scheletrici dipendevano dall'apprendimento cellulare. Di quel lavoro lo stesso Hebb dirà: «era privo di senso, ma all'epoca non esisteva nessuna prova contraria». Nonostante ciò, in questo primo lavoro si riscontrano alcune delle idee che portarono in seguito allo sviluppo della regola di Hebb sull'apprendimento cellulare.
Nel 1934, dopo la tragica morte della moglie ventinovenne in un incidente stradale, abbandonò Montréal e svolse il dottorato di ricerca prima a Chicago e poi ad Harvard, sotto la guida del celebre comportamentista Karl Lashley, con il quale condusse una ricerca sugli effetti della deprivazione di luce sullo sviluppo delle abilità percettive delle cavie da laboratorio. Ancora una volta le sue conclusioni furono sbagliate, ma fu durante questa ricerca che Hebb iniziò a pensare al cervello in termini di reti neurali.
Nel 1937 Hebb si sposò per la seconda volta, con Elizabeth Nichols Donovan, che gli diede in seguito due figlie, Mary Ellen Hebb and Jane Hebb Paul. Quello stesso anno tornò a lavorare in Canada, al Montréal Neurological Institute, assieme al neurochirurgo Wilder Penfield, ma l'anno successivo, su invito di Lashley, partì per la Florida, dove, per 5 anni, studiò il comportamento dei primati. Di quell'esperienza disse: «Devo riconoscere che ho imparato di più sugli esseri umani in quel periodo che in ogni altro periodo di 5 anni della mia vita, escluso il primo [...] Ciò che non si riesce a vedere nella propria specie, si può riuscire a vederlo in un'altra». Alla fine di quella fondamentale esperienza, Hebb pubblicò il suo lavoro più importante, L'organizzazione del comportamento, uscito nel 1949.
Nel 1947, di ritorno a Montréal, divenne professore all'Università McGill, e l'anno successivo direttore del dipartimento di psicologia. Continuò a lavorare con Penfield, questa volta attraverso i suoi studenti, alcuni dei quali continuarono il lavoro iniziato da Hebb e Penfield sul cervello e il sistema nervoso.
La seconda moglie Elizabeth morì nel 1962, e nel 1966 Hebb sposò Margaret Doreen Wright.
Hebb rimase alla McGill University, di cui fu anche rettore, fino al pensionamento avvenuto nel 1972. In seguito tenne corsi come professore emerito sempre alla Mc Gill e, dopo il 1980, all'Università Dalhousie.
È stato membro della American Psychological Association (APA), di cui è stato presidente nel 1960. Nel 1961 ha vinto l'APA Distinguished Scientific Contribution Award.
Morì nel 1985. Il Donald O. Hebb Award, così chiamato in suo onore, è un premio conferito agli scienziati canadesi che si distinguono particolarmente nel loro campo di studio.

## L'organizzazione del comportamento

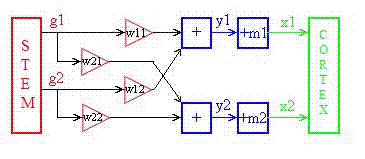
Schema di una rete neurale che applica la regola di Hebb

L'organizzazione del comportamento, del 1949, è il più importante lavoro di Donald Hebb. In questo libro Hebb combinò per la prima volta i dati provenienti dalla fisiologia del sistema nervoso con quelli relativi agli studi sul comportamento umano, a cui aggiunse la personale esperienza derivante dall'osservazione dei primati. La sua teoria sull'apprendimento associativo nacque come tentativo di conciliare alcuni risultati apparentemente inspiegabili con le conoscenze dell'epoca, come il fatto che il sistema percettivo umano riesce a riconoscere uno stimolo, ad esempio un cerchio, anche se lo vede da angolazioni diverse e con una forma non esattamente circolare. La psicologia comportamentista infatti era dominata dalla regola che ad ogni stimolo dovesse corrispondere una specifica risposta, e la riflessologia Pavloviana, basata sul semplice circuito neuronale tipico dell'arco riflesso aveva fornito un supporto neurologico a tale legge generale. La psicologia della Gestalt, di contro, si era occupata del problema della costanza percettiva, trovandone una parziale spiegazione nella teoria del campo, ma non era chiaro come il campo percettivo, prodotto da uno stimolo, potesse essere processato dal cervello.
Per risolvere questo problema, Hebb introdusse quella che è ancora conosciuta come la regola di Hebb, o dell'apprendimento hebbiano: secondo questa regola,
«se un neurone A è abbastanza vicino ad un neurone B da contribuire ripetutamente e in maniera duratura alla sua eccitazione, allora ha luogo in entrambi i neuroni un processo di crescita o di cambiamento metabolico tale per cui l'efficacia di A nell'eccitare B viene accresciuta».
In parole più semplici, la regola stabilisce che "due neuroni che scaricano assieme si potenziano reciprocamente" - "What fires together, wires together" -.
Hebb introdusse inoltre il concetto di assemblamento cellulare, per definire un gruppo di neuroni che costituiscono un'unità di elaborazione, e ipotizzò che la combinazione delle connessioni tra gruppi di neuroni costituisse l'algoritmo, in continua mutazione, che dettava al cervello la risposta ai diversi stimoli.